# Thalía
Ariadna Thalía Sodi Miranda, celým jménem Ariadna Thalía Sodi Miranda (* 26. srpna 1971 Mexico City) je mexická zpěvačka a herečka. Je známa pod jménem Thalía a byla několikrát nominována na cenu Grammy a Billboard Latin Music Awards.

## Biografie

### Dětství
Z dětských rolí plynule přešla do rolí krásných mladých dívek a žen. Narodila se 26. 8. 1971 ve španělské nemocnici v Mexiku rodičům Ernesta Sodi Parralesé a Yolandy Mirandy Mange. Má čtyři sestry, Lauru, Ernestinu, Federicu a Gabrielu. Thalía vyrůstala ve spokojené rodině se sestrami, matkou a otcem, který zemřel, když bylo Thalíi šest let. Smrt otce ji v dětství velmi zasáhla.

## Soukromí
Od roku 2000 je vdaná za Tommyho Mottolu. Mají spolu dvě děti - dceru Sabrinu Sakaë (* 2007) a syna Matthewa Alejandra (* 2011). Žijí v Connecticutu.

## Herectví
V roce 1987 získala své první role, a to v telenovele Ubohá slečna a Patnáctka. V roce 1992 známou telenovelu Maria Mercedes, která dosáhla v USA vrcholu sledovanosti a vysílala se ve 118 zemích světa. Díky úspěšné kariéře zpěvačky skoro ke každé telenovele nazpívala vlastní píseň.
V roce 1999 jí byla nabídnuta role v hollywoodském velkofilmu s názvem Mambo Café a následovala role v telenovele Rosalinda, kterou zapůsobila i na české diváky a zbytek Evropy. Stala se celosvětově známou a překonala svou sestru Lauru Zapatu (zahrála si roli v telenovele Esmeralda).
Telenovely
1983 Pobre Señorita Limantour
1987 Quinceañera
1989 Luz y sombra
1992 María Mercedes
1994 Marimar
1996 María La Del Barrio
1999 Rosalinda
Hudba
V 8 letech začala navštěvovat hodiny klavíru a herectví. O rok později začala vystupovat se skupinou Din-Din a spolu vydaly 4 studiové alba. Díky zpěvu si zahrála v muzikálu Pomáda. Hudební kariéra v Mexiku stále rostla a proto dostávala nabídky i jako herečka. V roce 1990 vydala své první studiové a sólové album s názvem Thalia a v r. 2000 již vydává první celosvětové album Arrasando, songy z tohoto alba dorazily i do českých rádii (Rosalinda, Regresa a mi...), dále se vydala album Amor a la Mexicana (většinu písní včetně textu si na tomto albu složila sama). Celkem brzy vyšlo další celosvětové album (v roce 2002) pod názvem Thalia. Obsahuje veleúspěšný hit „Tu y yo“, který obdržel ocenění v 48 státech světa. V roce 2003 se stejnojmenné album dočkalo překladu a přezpívání do angličtiny. Nečekaně se na anglické verzi objevila novinka s názvem „I Want You“, ve které hostuje slavný raper Fat Joe. Píseň jí vynesla na vrchol amerických hitparád, začala být velmi žádanou i na evropském kontinentě a byla nominována na nejlepší píseň roku.
V roce 2008 vydala album s názvem Lunada, které zatím drží první místo v prodejnosti v latinských zemích. Značnou popularitu v Evropě (kromě Itálie, Španělska, Portugalska) již Thalía ztrácí.

## Diskografie
- Thalía
- Mundo de Cristal
- Love
- Mix
- Marimar
- Los Deseos de Thalía Grandes Éxitos
- En Éxtasis (Con 11 Canciones)
- En Éxtasis
- Mis Mejores Momentos (1996)
- 20 Kilates Musicales
- Nandito Ako
- Bailando en Éxtasis
- Amor a La Mexicana (Edición Brazil)
- Amor a La Mexicana
- Amor a La Mexicana (Con 13 Canciónes)
- Amor a La Mexicana
- Por Amor
- Mis Mejores Momentos
- Jugo de Éxitos
- En La Intimidad Los Primeros 17 Hits
- Arrasando
- Con Banda Grandes Éxitos
- Thalía Serié Éxitos (CD 2)
- Thalía (2002)
- Oro Grandes Éxitos
- Thalía (2003)
- Mix (2003)
- Hits Remixed
- Greatest Hits
- Greatest Hits (DVD)
- Grandes Éxitos
- Thalía (2005) (Con 18 Canciones)
- El Sexto Sentido (Edicion Especial)
- El Sexto Sentido
- El Sexto Sentido (Re+Loaded)
- Nandito Ako (Re+Loaded) (Con 11 Canciones)
- Lunada
- Primera Fila (DVD)
- Primera Fila
- Primera Fila Un Año Despues (Edicion Argentina)
- Primera Fila... Un Año Despues
- Habítame Siempre (Edicion Deluxe)
- Habítame Siempre
- Habítame Siempre (Edicion Especial)
- Viva Kids Vol. 1
- Amore Mío
- Latina

## Singly
- María La Del Barrio
- Vengo Vengo (Mujer Latina)
- Por Amor
- Mujer Latina
- Amor a La Mexicana
- Regresa a Mí
- Reencarnación
- Entre El Mar y Una Estrella
- Arrasando
- Rosalinda
- It's My Party
- Tú y yo
- No Me Enséñaste
- Dance Dance (The Mexican)
- Me Pones Sexy
- I Want You
- Baby I'm In Love
- Don't Look Back
- Alguién Real
- Closer To You
- Cerca de Tí
- Acción y Reacción
- ¿A Quién Le Importa?
- Un Alma Sentenciada
- Un Alma Sentenciada (Remixes)
- Seducción
- Amar Sin Ser Amada
- Equivocada
- Enséñame a Vivir
- Enséñame a Vivir (Remix Dance)
- Qué Será de Ti
- Qué Será de Ti (Version Banda)
- Estoy Enamorada* Manías
- Manías (Bachata Version)
- Te Perdiste Mi Amor (Radio Edit)
- Ten Paciencia

## Filmografie

### Filmy
- 1999 Mambo Café
- TBA Selena

### Telenovely
- 1987 La pobre señorita Limantour
- 1987 Quinceañera
- 1989 Luz y Sombra
- 1992 María Mercedes
- 1994 Marimar
- 1995 María la del Barrio
- 1999 Rosalinda